# Rieder Straße
Die Rieder Straße (B 141) ist eine Landesstraße in Österreich. Sie verläuft auf einer Länge von 46,5 km durch das Innviertel. Beginnend in der Nähe von Grieskirchen, bei Hofkirchen an der Trattnach als Abzweig der Innviertler Straße (B 137) führt die Straße zunächst über die Innkreis Autobahn (A 8) nach Ried im Innkreis. Anschließend führt die Straße weiter nach Altheim am Inn, mit Anschluss an die Altheimer Straße (B 148).
Zwischen Ried und Altheim wird die Rieder Straße als Europastraße 552 geführt, die von Ried ostwärts heute die A 8 verwendet.
Die B 141a ist der Autobahnzubringer Ried bei Walchshausen (Gemeinde Tumeltsham) und läuft dann als Landesstraße Unterinnviertler Straße L 513 weiter über Andrichsfurt nach Riedau (B 137).

## Geschichte
Die Braunauer Straße zwischen Braunau, Ried im Innkreis und Lambach gehörte zu den Bundesstraßen, die durch das Bundesgesetz vom 8. Juli 1921 eingerichtet wurden. Bis 1938 wurde diese Bundesstraße als B 46 bezeichnet, nach dem Anschluss Österreichs wurde sie als Reichsstraße 340 geführt.
Die Innviertler Straße von Braunau über Ried nach Wels ersetzte am 1. Juli 1964 die Braunauer Straße. Gemäß Bundesstraßengesetz von 1971 sollte die Innviertler Schnellstraße S 9 die Innviertler Straße zwischen Ried und Braunau ersetzen. Diese Schnellstraße wurde jedoch nicht gebaut, deshalb wurde am 1. März 1992 eine neue Bundesstraße B 141 zwischen Altheim und Stritzing eingerichtet, die als Rieder Straße bezeichnet wurde.